# Sedum erici-magnusii
Sedum erici-magnusii är en fetbladsväxtart. Sedum erici-magnusii ingår i Fetknoppssläktet som ingår i familjen fetbladsväxter.

## Underarter
Arten delas in i följande underarter:
- S. e. chilianense
- S. e. erici-magnusii
- S. e. subalpinum